# Martin Litchfield West
Martin Litchfield West (ur. 23 września 1937 w Londynie, zm. 13 lipca 2015 w Oksfordzie) – brytyjski historyk i badacz dziejów starożytnej Grecji.
Zajmował się głównie kulturą grecką w okresie archaicznym oraz wczesnoklasycznym, a także jej powiązaniami z kulturą Bliskiego Wschodu i tradycjami indoeuropejskimi. Był także wydawcą oraz tłumaczem na język angielski utworów starożytnej Grecji.
Laureat nagrody Balzana (2000). 1 stycznia 2014 odznaczony Orderem Zasługi. 

## Wybrane publikacje
- Early Greek Philosophy and the Orient, Oxford 1971.
- Greek Metre, Oxford 1982.
- Ancient Greek Music, Oxford 1992. Polski przekład: Muzyka starożytnej Grecji, przeł. A. Maciejewska, M. Kaziński, Kraków 2003.
- The East Face of Helicon: West Asiatic Elements in Greek Poetry and Myth, Oxford 1997. Polski przekład: Wschodnie oblicze Helikonu. Pierwiastki wschodnioazjatyckie w greckiej poezji i micie, przeł. M. Filipczuk, T. Polański, Kraków 2006.
- Indo-European Poetry and Myth, Oxford 2007.
- The Hymns of Zoroaster, London 2010.